# Congerville-Thionville
Congerville-Thionville är en kommun i departementet Essonne i regionen Île-de-France i norra Frankrike. Kommunen ligger i kantonen Méréville som tillhör arrondissementet Étampes. År 2022 hade Congerville-Thionville 212 invånare.

## Befolkningsutveckling
Antalet invånare i kommunen Congerville-Thionville
| Referens: INSEE |